# Карнаведха
Карнаведха (санскр. कर्णवेध, IAST: Karṇavedha) — одна из 16 санскар, совершаемых индусами. 
Обряд состоит в прокалывании ушей и обычно проводится на третьем либо пятом году жизни ребёнка, но может быть перенесён и на более поздний срок. Часто в современной Индии проводится вместе с чудакараной и упанаяной.
Карнаведха совершается для детей обоих полов, для проведения же используются золотые кольца. Иголка должна быль золотой либо серебряной для всех, кроме шудр, которым полагается прокалывание ушей железной иглой.
Прокалывать может жрец либо отец ребёнка. При этом отец девочки не должен видеть лица дочки. Сама церемония для обоих полов одинакова. Выбирается благоприятный день, ребёнка усаживают лицом на восток, дают ему сладости и затем уже прокалывают уши, которые перед этим помечаются красным порошком. Мальчикам сначала прокалывают правое ухо, а девочкам — левое. Затем в проколотое ухо продевалась специальная нить. Иногда прокалывается и нос. Далее исполнитель называет имена трёх главных богов, Ганапати и божеств-хранителей, девяти планет и восьми локапал, а затем кланяется брахману. Церемония кончается, когда родители одаривают (дакшина) либо угощают брахманов.
Карнаведха призвана пробудить особый слух в ребёнке для получения им священных звуков. Этот ритуал имеет большое мистическое и символическое значение. По поверьям простое слушание священных звуков может очищать грехи и обучать душу.